# Jaciment funerari de Greby
Greby és un jaciment funerari que data del 400-500 de, i es troba al nord de Grebbestad, a la costa occidental de Suècia. Format per 180 tombes, 38 de les quals estan assenyalades amb menhirs, i túmuls baixos, és el cementiri antic més important de la província històrica de Bohuslän.
Fou excavat en part per l'arqueòleg suec Oscar Montelius el 1873, i s'hi descobriren alguns bols d'argila amb ossos humans incinerats i altres pertinences personals bàsiques, algunes de les quals estaven associades a Noruega, Anglaterra i Alemanya, però cap arma. Aquesta absència d'armes difícilment s'explica, donada la importància del cementeri i les llegendes que diuen el contrari, en el sentit que va ser l'escenari d'una gran batalla.